# Louis de France (1264-1276)
Titre
Héritier du trône de France
25 août 1270 – av. mai 1276
Louis de France (né en 1263 ou 1264 - mort au Château de Vincennes, avant mai 1276) est un prince français. Il est le fils aîné de Philippe III de France dit Le Hardi (1245-1285) et de sa première épouse, Isabelle d'Aragon (1247-1271). Il est l'héritier de la couronne de France, du 25 août 1270 (à la mort de son grand-père, Saint-Louis) à sa propre mort, prématurée, à l'âge de 12 ou 13 ans.

## Biographie
Louis de France est le fils premier-né de l'héritier du trône de France, le prince Philippe et de sa première épouse, Isabelle d'Aragon. De cette union naissent aussi trois frères cadets : Philippe, Robert et Charles.
La mort de son grand-père, le roi Louis IX, le 25 août 1270, fait de son père le roi de France, sous le nom de Philippe III, et de Louis l'héritier du trône.
Sa mère meurt en Calabre, au retour de la huitième croisade, des suites d'une chute de cheval, alors qu'elle était enceinte d'un cinquième enfant. Louis a alors 7 ou 8 ans.
Son père se remarie en 1274 avec Marie de Brabant (1254-1321), avec qui il aura trois autres enfants. 
Louis meurt prématurément au début de l'année 1276, à l'âge de 12 ou 13 ans, et c'est donc son frère puîné Philippe, le futur Philippe IV le Bel, qui devient prince héritier.

## Les circonstances de sa mort
Des insinuations diffusées par le favori Pierre de La Brosse (vers 1230 - 1278) laissèrent entendre que le jeune Louis avait été empoisonné par sa belle-mère, Marie de Brabant, dont le dessein aurait été d'éliminer successivement les fils d'Isabelle d'Aragon. La thèse de l'empoisonnement est cependant défendue par Guillaume de Nangis dans sa Gesta Philippi Tertia Francorum Regis.
Pierre de La Brosse sera confondu, puis pendu le 30 juin 1278 au gibet de Montfaucon.